# Guinée aux Jeux paralympiques d'été de 2004
La Guinée a participé aux Jeux paralympiques d'été de 2004 à Athènes en Grèce.
Le pays participe pour la première fois de son histoire aux Jeux paralympiques en envoyant un unique athlète, Ahmed Barry, concourir en athlétisme. Celui-ci n'a pas remporté de médaille,.

## Résultats
| Nom         | Sport      | Événement        | Temps   | Rang                                      |
| ----------- | ---------- | ---------------- | ------- | ----------------------------------------- |
| Ahmed Barry | Athlétisme | 100 m hommes T46 | 13 s 00 | 7e de la manche 2 ; ne s'est pas qualifié |
| Ahmed Barry | Athlétisme | 200 m hommes T46 | 25 s 87 | 8e de la manche 1 ; ne s'est pas qualifié |

## Voir également
- La Guinée aux Jeux Paralympiques
- Guinée aux Jeux olympiques d'été de 2004